# Смокинови папагали
Смокиновите папагали са малък триб австралийски папагали от семейство Psittaculidae, съставен от седем вида в два рода. Смокинови папагали се срещат и около остров Нова Гвинея, на териториите на Индонезия, Папуа Нова Гвинея и тропическа Австралия.

## Описание
Смокиновите папагали са малки, набити, дървесни папагали с къси, клиновидни опашки. Те притежават пропорционално големи, широки човки и гладки езици. Половият диморфизъм е типично изразен, с изключение на Cyclopsitta diopthalma coxeni. Тези от род Cyclopsitta обикновено са по-малки от тези в Psittaculirostris.